# Anni 440 a.C.
Gli anni 440 a.C. sono il decennio che comprende gli anni dal 449 a.C. al 440 a.C. inclusi.

## Nati
- Agatone, poeta e drammaturgo greco antico
- Bardylis, re († 358 a.C.)
- Erissimaco, medico ateniese446 a.C.
- Timoteo di Mileto, poeta greco antico († 357 a.C.)445 a.C.
- Glaucone, filosofo greco antico
- Lisia, oratore ateniese († 380 a.C.)
- Tissaferne, militare e politico persiano († 395 a.C.)
- Apollodoro di Falero, filosofo greco antico444 a.C.
- Agesilao II, sovrano e condottiero spartano († 360 a.C.)
- Antistene, filosofo greco antico († 365 a.C.)440 a.C.
- Policrate, retore ateniese († 370 a.C.)

## Morti
- Appio Claudio Crasso Inregillense Sabino, politico romano
- Spurio Oppio Cornicino, politico romano448 a.C.
- Alceta II di Macedonia, re macedone antico
- Fan Li, politico cinese447 a.C.
- Clinia, politico e militare ateniese
- Tolmide, militare ateniese445 a.C.
- Teres I, re440 a.C.
- Arcesilao IV di Cirene, re
- Ducezio, re (n. 488 a.C.)
- Lu Ban, ingegnere, filosofo e inventore cinese (n. 507 a.C.)